# 이도영 (축구인)
이도영(1961년 7월 30일 ~ )은 전 축구선수이자 지도자이다. 현재 K리그1 강원 FC의 스카우트다.